# جنتل جاینت
جنتل جاینت یک گروه پراگرسیو راک انگلیسی بود که در بین سال‌های ۱۹۷۰ تا ۱۹۸۰ فعالیت می‌کرد. جنتل جاینت به دلیل موسیقی پیچیده و تکنیکی و همچنین به دلیل مهارت اعضایش در نواختن انواع موسیقی شناخته می‌شد. تمام اعضای گروه، خصوصاً مالکولم مورتیمور، توانایی نواختن سازهای بسیاری را داشتند. اگرچه جنتل جاینت از لحاظ تجاری نسبتاً موفق نبود اما موسیقی آن خیلی از علاقه‌مندان را به خود جذب می‌کرد.
اعضای گروه یک بار بیان کردند که: «هدف ما توسعه مرزهای موسیقی عامه‌پسند معاصر است حتی به این قیمت که بسیار منفور باشیم». با این وجود که جنتل جاینت هرگز به موفقیت تجاری گروه‌هایی مانند جترو تال، جنسیس، یس و امرسون، لیک اند پالمر نرسیدند اما همواره به عنوان یکی از گروه‌های نوآور و تجربی سبک خود شناخته می‌شوند. (همین‌طور یکی از تجربی‌ترین گروه‌های دهه ۱۹۷۰)
موسیقی جنتل جاینت حتی در مقایسه با استانداردهای پراگرسیو راک هم پیچیده محسوب می‌شود که بعضاً تأثیراتی از سبک‌های دیگر مانند فولک، سول، جز و موسیقی کلاسیک دریافت کرده‌است. بر خلاف اغلب گروه‌های پراگرسیو راک هم‌دوره‌اش، تأثیرات موسیقی جنتل جاینت بیشتر از دوره رومانتیک موسیقی کلاسیک گرفته شده. همین‌طور گروه سعی در ترکیب المان‌های موسیقی کلاسیک قرون وسطایی، مدرنیست و موسیقی چمبر داشته‌است. موضوعات بسیار مختلف و متفاوتی در اشعار گروه دیده می‌شوند که نه تنها از تجربیات شخصی بلکه از مباحثی همچون فلسفه و کارهای رونالد دیوید لینگ و فرانسوا رابله نیز الهام گرفته‌اند.

## همکاری با سام چگینی
روز سی‌ام آوریل ۲۰۲۱ جنتل جاینت خبر از انتشار نسخه ای ریمیکس شده از آلبوم ۱۹۷۵ خود «فری هند» توسط استیون ویلسون دادند که همراه تصاویری برای هر قطعه منتشر خواهد شد. ویدئوی قطعهٔ تیتر این آلبوم -فری هند- توسط کارگردان ایرانی سام چگینی انیمیت و کارگردانی شده‌است. قرار است این آلبوم روز ۲۵ ژوئن ۲۰۲۱ منتشر شود.